# John Thornley Finney
John Thornley Finney (* 1. Mai 1932) ist emeritierter Bischof der Church of England. 

## Kirchliche Ämter
Er war der erste Vorsitzende der Dekade der Evangelisation, die 1988 auf der Lambeth-Konferenz, der Vollversammlung aller anglikanischen Bischöfe, ins Leben gerufen wurde. In der Resolution Nr. 43 der Konferenz wurde Evangelisation als Hauptaufgabe, die der Kirche gegeben ist, bezeichnet. Alle Provinzen und Diözesen der weltweiten anglikanischen Gemeinschaft wurden dazu aufgerufen, einen Schwerpunkt darauf zu legen, Jesus Christus den Menschen der Welt bekannt zu machen. Von 1993 bis 1998 war Finney Suffraganbischof von Pontefract in West Yorkshire. Nach seiner Emeritierung war er Assistenzbischof in der Diözese Southwell und Nottingham.

## Impulse für die Evangelisation
Er ist Autor mehrerer Bücher zum Thema Evangelisation und Gemeindeerneuerung. So gab er die Studie „Finding faith today. How does it happen?“ heraus, die untersucht, welche Umstände dafür förderlich waren, dass Menschen in der Church of England den christlichen Glauben als ihren Lebensweg entdeckten.
In seinem Buch „Emerging Evangelism“ bezeichnet er den Menschen der Gegenwart als einen „sonderbaren Vogel“, der mit einem Flügel noch in der Moderne, dem anderen schon in der Postmoderne lebt. Er zeigt sich skeptisch, ob diese Menschen mit klassischen Großevangelisationen zu erreichen sind und spricht sich für gemeinschaftsorientierte Glaubenskurse wie den von ihm mit entwickelten „Emmaus-Kurs“ aus. Die bestehenden Parochien sollen durch neu zu entwickelnde Ausdrucksformen von Kirche („fresh expressions of church“) ergänzt werden.

## Aufnahme in Deutschland
Finney ist gesuchter Gesprächspartner missionarisch orientierter Kreise des deutschen Protestantismus. Dazu trug bei, dass „Emerging Evangelism“ 2007 auf Deutsch unter dem Titel „Wie Gemeinde über sich hinauswächst. Zukunftsfähig evangelisieren im 21. Jahrhundert.“ vom Institut zur Erforschung von Evangelisation und Gemeindeentwicklung der Universität Greifswald herausgegeben wurde. Finney war einer der Redner auf der Gründungsveranstaltung des „Zentrums Mission in der Region“ der Evangelischen Kirche in Deutschland (EKD) am 8. Juni 2010 im Kloster Volkenroda in Thüringen.
Auch der Emmaus-Glaubenskurs, in Deutschland u. a. vom Greifswalder Professor für Praktische Theologie Michael Herbst herausgegeben, findet in der Evangelischen Kirche in Deutschland wachsende Verbreitung.

## Veröffentlichungen
- Finding Faith Today: How Does It Happen? 1992, ISBN 0-564-08475-1.
- Recovering the Past, Celtic and Roman Mission. 1996, ISBN 0-232-52083-6.
- Wie Gemeinde über sich hinauswächst. Zukunftsfähig evangelisieren im 21. Jahrhundert. 2007, ISBN 978-3-7615-5571-2